# ۱۸۱۲
۱۸۱۲ (میلادی) هزار و هشتصد و دوازدهمین سال تقویم میلادی است.

## رویدادها
جنگ پادشاهی متحده با ایالات متحده

## زادگان
- ۱۳ ژانویه – ویکتور دو لاپراد، سیاست‌مدار و شاعر فرانسوی (د. ۱۸۸۳)
- ۱۱ فوریه – الکساندر استیفنز، سیاست‌مدار آمریکایی (د. ۱۸۸۳)